# Chamera-Talsperre
Die Chamera-Talsperre (auch Chamera-I-Talsperre) befindet sich am Fluss Ravi im Distrikt Chamba des indischen Bundesstaats Himachal Pradesh.
Die 1994 fertiggestellte Talsperre liegt 50 km nordöstlich der Stadt Pathankot im Pir Panjal, einem Teilgebirge des Himalaya. Sie staut den Ravi und dessen rechten Nebenfluss Siul zum 9,5 km² großen Chamera-Stausee auf. Der Wasserspiegel des Stausees schwankt über das Jahr gesehen zwischen 747 m und 763 m. Die höchsten Wasserstände werden in den Monaten April bis Juni erreicht.

## Talsperre
Das Absperrbauwerk bildet eine 295 m lange und 140 m hohe Bogengewichtsmauer aus Beton. Die Hochwasserentlastung ist für 21.760 m³/s ausgelegt.

## Wasserkraftwerk
Ein 6,4 km langer Zulauftunnel (⌀ 9,5 m) führt das Wasser zum Kavernenkraftwerk (⊙). Dieses besitzt drei Einheiten zu 180 MW. Die durchschnittliche Jahresleistung liegt bei 1664 Millionen kWh.
Ein 2,4 km langer Ablauftunnel (⊙, ⌀ 9,5 m) leitet das Wasser unterhalb der Einmündung des Sewa wieder zurück in den Fluss.
20 km flussabwärts der Chamera-Talsperre liegt die Ranjit-Sagar-Talsperre.